# Ruud Gullit
Ruud Gullit (pronunție în neerlandeză [ˈryd ˈɣʏlɪt], născut Rudi Dil; n. 1 septembrie 1962, Amsterdam, Țările de Jos) este un fost jucător și antrenor neerlandez de fotbal. A fost căpitanul echipei naționale a Țărilor de Jos care a câștigat Campionatul European de Fotbal 1988 și a fost și în echipa care a participat la Campionatul Mondial de Fotbal 1990.

## Viața personală
Ruud Gullit a fost căsătorit de trei ori și are 6 copii, câte doi din fiecare mariaj.

## Palmares

### Club
Haarlem
- Eerste Divisie (1): 1980-81

Feyenoord
- Eredivisie (1): 1983-84
- KNVB Cup (1): 1983-84

PSV Eindhoven
- Eredivisie (2): 1986, 1986-87

AC Milan
- Serie A (3): 1987-88, 1991-92, 1992-93
- Supercoppa Italiana (3): 1988, 1992, 1994
- Cupa Campionilor Europeni (2): 1988-89, 1989-90
- Supercupa Europei (2): 1989, 1990
- Cupa Intercontinentală (2): 1989, 1990

Sampdoria
- Coppa Italia (1): 1993-94

Chelsea
- FA Cup (1): 1996-97

### Națională
Țările de Jos
- Campionatul European de Fotbal (1): 1988

### Club
Chelsea
- FA Cup (1): 1997

### Individual
- Netherlands Player of the Year (2° level) (1): 1981
- Dutch Footballer of the Year (2): 1984 1986
- Netherlands Cup Top Scorer (1): 1984 (9 goals)
- Dutch Golden Shoe (1): 1986
- Netherlands League Top Scorer: 1986 (2nd, 24 goals)
- Dutch Sportsman of the Year (1): 1987
- Ballon d'Or (1): 1987
- World Soccer Magazine World Footballer of the Year (2): 1987 (39% of the votes), 1988 (2nd), 1989 (24% of the votes), 1993 (3rd)
- Onze d' Silver (second place) (2): 1988, 1989
- Ballon d'Or Silver Award (1): 1988
- IFFHS Best World Player of the Year: 1988 (bronze), 1989 (bronze)
- UEFA European Football Championship Teams of the Tournament (2): 1988, 1992
- UEFA Player of the Year: 1989 (2nd)
- Silver Ball English League Player of the Year: 1996
- Chelsea Player of the Year (1): 1996
- FIFA 100

## Statistici
| Performanță   | Performanță   | Performanță    | Campionat | Campionat | Cupă         | Cupă         | Cupa Ligii | Cupa Ligii | Continental | Continental | Total   | Total  |
| Sezon         | Club          | Ligă           | Meciuri   | Goluri    | Meciuri      | Goluri       | Meciuri    | Goluri     | Meciuri     | Goluri      | Meciuri | Goluri |
| Țările de Jos | Țările de Jos | Țările de Jos  | Campionat | Campionat | KNVB Cup     | KNVB Cup     | Cupa Ligii | Cupa Ligii | Europe      | Europe      | Total   | Total  |
| ------------- | ------------- | -------------- | --------- | --------- | ------------ | ------------ | ---------- | ---------- | ----------- | ----------- | ------- | ------ |
| 1979–80       | Haarlem       | Eredivisie     | 24        | 4         |              |              | ––         | ––         | ––          | ––          | 24      | 4      |
| 1980–81       | Haarlem       | Eerste Divisie | 36        | 14        |              |              | ––         | ––         | ––          | ––          | 36      | 14     |
| 1981–82       | Haarlem       | Eredivisie     | 31        | 14        |              |              | ––         | ––         | ––          | ––          | 31      | 14     |
| 1982–83       | Feyenoord     | Eredivisie     | 33        | 9         |              |              | ––         | ––         | ––          | ––          | 33      | 9      |
| 1983–84       | Feyenoord     | Eredivisie     | 33        | 15        | 12           | 9            | ––         | ––         | 4           | 1           | 49      | 25     |
| 1984–85       | Feyenoord     | Eredivisie     | 19        | 7         | 4            | 3            | ––         | ––         | 2           | 0           | 25      | 10     |
| 1985–86       | PSV Eindhoven | Eredivisie     | 34        | 24        | 2            | 1            | ––         | ––         | 2           | 0           | 38      | 25     |
| 1986–87       | PSV Eindhoven | Eredivisie     | 34        | 22        | 3            | 6            | ––         | ––         | 0           | 0           | 37      | 28     |
| Italia        | Italia        | Italia         | Campionat | Campionat | Coppa Italia | Coppa Italia | Cupa Ligii | Cupa Ligii | Europe      | Europe      | Total   | Total  |
| 1987–88       | Milan         | Serie A        | 29        | 9         | 6            | 3            | ––         | ––         | 4           | 1           | 39      | 13     |
| 1988–89       | Milan         | Serie A        | 19        | 5         | 1            | 2            | ––         | ––         | 8           | 4           | 28      | 11     |
| 1989–90       | Milan         | Serie A        | 2         | 0         | 0            | 0            | ––         | ––         | 1           | 0           | 3       | 0      |
| 1990–91       | Milan         | Serie A        | 26        | 7         | 1            | 0            | ––         | ––         | 4           | 1           | 31      | 8      |
| 1991–92       | Milan         | Serie A        | 26        | 7         | 1            | 1            | ––         | ––         | ––          | ––          | 27      | 8      |
| 1992–93       | Milan         | Serie A        | 15        | 7         | 6            | 4            | ––         | ––         | 4           | 1           | 25      | 12     |
| 1993–94       | Sampdoria     | Serie A        | 31        | 15        | 10           | 3            | ––         | ––         | ––          | ––          | 41      | 18     |
| 1994–95       | Milan         | Serie A        | 8         | 3         | 2            | 0            | ––         | ––         | 3           | 0           | 13      | 3      |
| 1994–95       | Sampdoria     | Serie A        | 22        | 9         | 0            | 0            | ––         | ––         | ––          | ––          | 22      | 9      |
| Anglia        | Anglia        | Anglia         | Campionat | Campionat | FA Cup       | FA Cup       | League Cup | League Cup | Europe      | Europe      | Total   | Total  |
| 1995–96       | Chelsea       | Premier League | 31        | 3         | 7            | 3            |            |            | ––          | ––          | 38      | 6      |
| 1996–97       | Chelsea       | Premier League | 12        | 1         | 1            | 0            |            |            | ––          | ––          | 13      | 1      |
| 1997–98       | Chelsea       | Premier League | 6         | 0         | 0            | 0            |            |            | 0           | 0           | 0       | 0      |
| Total         | Țările de Jos | Țările de Jos  | 244       | 109       | 21           | 19           | ––––       | ––––       | 8           | 1           | 273     | 129    |
| Total         | Italia        | Italia         | 178       | 62        | 27           | 13           | ––––       | ––––       | 24          | 7           | 229     | 82     |
| Total         | Anglia        | Anglia         | 49        | 4         | 8            | 3            |            |            | 0           | 0           | 51      | 7      |
| Total carieră | Total carieră | Total carieră  | 471       | 175       | 56           | 35           |            |            | 32          | 8           | 553     | 218    |

| Țările de Jos | Țările de Jos | Țările de Jos |
| An            | Meciuri       | Goluri        |
| ------------- | ------------- | ------------- |
| 1981          | 1             | 0             |
| 1982          | 5             | 1             |
| 1983          | 6             | 4             |
| 1984          | 4             | 0             |
| 1985          | 4             | 0             |
| 1986          | 6             | 1             |
| 1987          | 6             | 5             |
| 1988          | 8             | 2             |
| 1989          | 2             | 0             |
| 1990          | 9             | 1             |
| 1991          | 4             | 1             |
| 1992          | 8             | 2             |
| 1993          | 2             | 0             |
| 1994          | 1             | 0             |
| Total         | 66            | 17            |

## Statistici antrenorat
| Echipa             | Început           | Sfârșit           | Record | Record | Record | Record | Record |
| Echipa             | Început           | Sfârșit           | G      | W      | L      | D      | Win %  |
| ------------------ | ----------------- | ----------------- | ------ | ------ | ------ | ------ | ------ |
| Chelsea            | 10 mai 1996       | 12 februarie 1998 | 83     | 41     | 24     | 18     | 49.39  |
| Newcastle United   | 2 septembrie 1998 | 28 august 1999    | 52     | 18     | 20     | 14     | 34.61  |
| Feyenoord          | 13 august 2004    | 22 mai 2005       | 45     | 25     | 8      | 12     | 55.56  |
| Los Angeles Galaxy | 8 noiembrie 2007  | 11 august 2008    | 12     | 6      | 4      | 2      | 50.00  |
| FC Terek Grozny    | 18 ianuarie 2011  | 14 iunie 2011     | 11     | 3      | 3      | 5      | 27.27  |